# 罕王百貨
瀋陽罕王百貨有限公司（Shenyang Hanking Department Stores Company Limited），簡稱瀋陽罕王百貨或罕王百貨，前身為抚顺罕王商场有限公司、抚顺罕王商场或罕王商场，屬於罕王集團旗下公司。由民營企業家楊敏在2001年創立。主要經營「0101流行館」、「0101美食館」等百貨資產。
其總部位于沈阳中街步行街的核心地段。

## 外部連結
- 瀋陽罕王百貨有限公司 （页面存档备份，存于）